# Георги Кумбилиев
Георги Панайотов Кумбилиев е български политик от БКП. С работата си като заместник-вътрешен министър през 1951 – 1959 година играе активна роля политическите насилия и извършваните от министерството противозаконни дейности.

## Биография
Георги Кумбилиев е роден на 31 май 1915 г. в гр. Лом. През 1933 г. става член на РМС, а от 1935 г. на БРП (к). През 1938 г. е осъден на 5 години затвор. През 1941 г. завършва ВИИ „Карл Маркс“ (УНСС) и по същото време става член на ЦК на РМС. По-малкия му брат Евгени Кумбилиев е политически офицер, полковник.
В периода 1941 – 1943 г. е интерниран в лагера Кръсто поле. Година по-късно става партизанин в Плевенския партизански отряд „Васил Левски“. От 22 септември 1944 е помощник-командир на седми пехотен преславски полк. С полка участва в Нишката и Косовската операции. Награден е за това с орден „За храброст“, IV степен, 2 клас.
В периода 1951 – 1959 г. е първи заместник-министър на вътрешните работи. Генерал-майор от 9 февруари 1951 г. Военно звание генерал-лейтенант. От 1954 до 1962 г. е член на ЦК на БКП. В периода 1959 – 1962 г. е министър на външната търговия. Директор на завод „Мраз“ (1962 – 1967). Директор на Техноимпекс (1967 – 1975). Председател на Сдружение Интерпред (1975 – 1985). Съветник в МВТ (1986 – 1989). През 1992 г. със специален президентски указ му е отнето званието „генерал-лейтенант“. Умира на 7 октомври 1999 година в София.